# リベラル・フェミニズム
リベラル・フェミニズム（英: liberal feminism）は、近代自由主義を理論的支柱とし、男女平等は法的手段や社会改革を通して実現可能であり、男性全体との闘争を主張しないフェミニズムの一形態である。元祖フェミニズムであり、自分たちも法的な市民社会の一員として、男性と同等の財産権、私的所有権、女性参政権要求運動から産まれた。以後も公的領域における法的男女平等要求運動・機会平等要求運動を行った。後発のフェミニズムは、リベラルフェミニズムを甘いと批判し、男性という性そのもの・慣習や意識といった私的領域・資本主義・結婚制度、ポルノや売春の存在にまで批判領域を広げた。

## 概要
リベラル・フェミニズムの起源は、1960年代の性革命やヒッピー・ムーブメント、ベトナム反戦運動などにある。リベラル・フェミニズムは、(差異派フェミニズムとは異なり) 男性との同一性の平等を支持する傾向がある。リベラル・フェミニズムは、政治を”個人主義的な観点”から理解し、「男」と「女」という「利害集団の間の闘争だとは見ない」。
アメリカ合衆国のリベラル・フェミニズムの目標は、1972年に連邦議会で発議されたが、批准期限の 82年までに必要数にあと5州足りずに廃案になった米国憲法に対する男女平等権憲法修正案に具現化されている。
「法の下の権利の平等は、合衆国およびいかなる州によっても、性別だけを理由に否定ないし制限されないものとする。」 – ジュディス・ローバー Gender Inequality: Feminist Theories and Politics, Second Edition
批准期限の 82年までに必要数に5州に達せず廃案になった。
フェミニストのジャーナリストであるエレン・ウィリスは、1970年代後半以降、反ポルノグラフィのフェミニストを、性的なピューリタニズムであり、倫理的な権威主義であり、表現の自由に対する脅威である、と批判した最初の一人だった。ウィリスの1981年のエッセイ「欲望の地平：女性運動は親セックスか？ 」は、親セックス・フェミニズムという用語の起源である。 
リベラル・フェミニストとしては、メアリ・ウルストンクラフト（女性の権利の擁護）、第二波フェミニストのベティ・フリーダンなどがいる。ナディーン・ストロッセンもリベラル・フェミニストである。

## 後発のフェミニストとの相違
19 世紀末あたりから女性参政権の獲得・労働や教育などでの公的・法的男女不平等是正を目的に台頭したリベラル・フェミニストは、最初のフェミニズムである。私的領域に介入しないことなどリベラル・フェミニズムを批判するフェミニズムである、ラディカル・フェミニズムやマルクス主義フェミニズムが産まれた。リベラル・フェミニストは、妊娠中絶に関する議論について、中絶は女性の立場意思で可能にすべきとの立場を取りながらも妊娠希望時以外の性行為を控え・交際相手・結婚相手以外との性行為を自重すべきとの立場をとる。後発のフェミニズムでは、完全に女性本人が自由に性行為と中絶する権利があるとするプロチョイスの立場を取る。
ポルノは本質的に女性にとって有害であると主張するラディカル・フェミニズムに対して、リベラル・フェミニズムは表現の自由を重要であるとし、サイバーカルチャーを性的積極行動主義と性的反乱の新たなフロンティアと考えている。先進国の憲法と相いれない反ポルノ、反婚姻制度、表現規制思想を持つキャサリン・マッキノンやアンドレア・ドゥウォーキンらのラディカル・フェミニストは、ポルノグラフィーの制作・流通・所持を禁止し、60年代の革命以前の保守的な社会を志向した。逆にリベラル・フェミニストで法学者・アメリカ自由人権協会代表も務めたナディーン・ストロッセンが、「ポルノをやり玉にあげる検閲は、性差別や暴力を減らせない」と説いた。